# Rockwell (chanteur)
 (juin 2017).
Si vous disposez d'ouvrages ou d'articles de référence ou si vous connaissez des sites web de qualité traitant du thème abordé ici, merci de compléter l'article en donnant les références utiles à sa vérifiabilité et en les liant à la section « Notes et références ».
Pour les articles homonymes, voir Rockwell et Gordy (homonymie).
Kennedy William Gordy, né le 15 mai 1964, mieux connu sous son nom de scène Rockwell, est un chanteur américain, auteur-compositeur et l'un des anciens artistes affiliés au label Motown.

## Biographie
Rockwell est le fils du fondateur et PDG du label Motown, Berry Gordy et de Margaret Norton. Son père l'a nommé Kennedy William Gordy en référence à l'ancien président des États-Unis, John F. Kennedy

### Carrière
Pour ne pas se faire accuser de népotisme, il a assuré son contrat d'enregistrement sans l'aide de son père. Il voulut dans un premier temps prendre son vrai nom « Gordy » comme nom de scène mais son label lui a proposé le nom de Rockwell et Gordy a tout simplement accepté le changement. 
En 1984, Rockwell sort son plus grand hit, Somebody's Watching Me, dans lequel apparaît son ami d'enfance Michael Jackson (qui chante le refrain et fait les chœurs) ainsi que Jermaine Jackson faisant les chœurs. Somebody's Watching Me se voit certifié disque d'or avec deux millions d'exemplaires vendus et atteint la deuxième place des charts américain, et se maintient cinq semaines à la première place du classement Billboard des titres R&B. Son single suivant, Obscene Phone Caller connaît un succès moins important mais atteint tout de même la 35e position des charts américains. Malgré la sortie de nombreux singles en 1984 et 1986, dont notamment une reprise de Taxman des Beatles, Rockwell ne renouera jamais avec le succès, aucun de ses singles n'atteignant le Billboard Hot 100. Après la sortie de son troisième album, intitulé The Genie, Motown se sépare de Rockwell.

### Famille
La demi-sœur paternelle de Rockwell est l'actrice Rhonda Ross Kendrick, l'aînée de Diana Ross. Rockwell est également le demi-frère de Redfoo du groupe LMFAO (Stefan Kendal Gordy, fils de Berry Gordy et Nancy Leiviska) et son neveu SkyBlu (Skyler Austen Gordy, fils du demi-frère Berry Gordy IV et sa femme Valerie Robeson).
En juillet 2010, Kennedy épouse Nicole Moore. En 2013, il demande le divorce en raison de « différences irréconciliables ». Le couple n'a pas eu d'enfants ensemble.

## Discographie

### Albums studio
| Album                  | Année de sortie Label                               | Meilleure position | Meilleure position | Meilleure position | Meilleure position | Certifications |
| Album                  | Année de sortie Label                               | US                 | US R&B             | CAN                | UK                 | Certifications |
| ---------------------- | --------------------------------------------------- | ------------------ | ------------------ | ------------------ | ------------------ | -------------- |
| Somebody's Watching Me | - Date de sortie : 30 janvier 1984 - Label : Motown | 15                 | 5                  | 34                 | 56                 | - US: Or       |
| Captured               | - Release date: 15 janvier 1985 - Label : Motown    | 120                | 52                 | —                  | —                  |                |
| The Genie              | - Release date: 1986 - Label : Motown               | —                  | 59                 | —                  | —                  |                |
| "—" non classé         |                                                     |                    |                    |                    |                    |                |

### Singles
| Somebody's Watching Me | 1984 | 2   | 1  | 3 | 14 | 2 | 5 | 3 | 6  | - US: Gold | Somebody's Watching Me |
| Obscene Phone Caller   | 1984 | 35  | —  | — | —  | — | — | — | 79 |            | Somebody's Watching Me |
| Knife                  | 1984 | —   | —  | — | —  | — | — | — | —  |            | Somebody's Watching Me |
| Taxman                 | 1984 | —   | —  | — | —  | — | — | — | 88 |            | Somebody's Watching Me |
| He's a Cobra           | 1985 | 108 | 65 | — | —  | — | — | — | —  |            | Captured               |
| Peeping Tom            | 1985 | —   | —  | — | —  | — | — | — | —  |            | Captured               |
| Tokyo                  | 1985 | —   | —  | — | —  | — | — | — | —  |            | Captured               |
| Carmé                  | 1986 | —   | 46 | — | —  | — | — | — | —  |            | The Genie              |
| Grow Up                | 1986 | —   | —  | — | —  | — | — | — | —  |            | The Genie              |
| Girlfriend             | 1991 | —   | —  | — | —  | — | — | — | —  |            | The Genie              |
| "—" non classé.        |      |     |    |   |    |   |   |   |    |            |                        |

## Filmographie
- Rockwell est apparu dans un épisode de l'émission de variétés Soul Train diffusé le 2 février 1985 (saison 14, épisode 17).